# Wolfram II. von Praunheim
Wolfram II. von Praunheim (genannt ab 1243; † 1274) aus der Familie der Ritter von Praunheim war langjähriger Reichsschultheiß von Frankfurt am Main und Begründer der Erbschultheißen-Linie der Herren von Praunheim.

## Familie
Sein Vater war Heinrich I. von Praunheim, seine Mutter Adelheid von Echzell.
Wolfram II. heiratete die Erbtochter Udelinde von Rödelheim. Mit ihr hatte er mindestens fünf Kinder.

## Politik
Seit 1243 erscheint Wolfram II. als Schöffe in Frankfurt. 1248 wurde er Reichsschultheiß der Stadt, ein Amt, das er mit einer Unterbrechung zwischen 1263 und 1268 bis zu seinem Tod 1274 innehatte. Im Thronstreit zwischen Richard von Cornwall und Konrad IV. unterstützte er Letzteren. Dafür erhielt er von ihm den Rodungszehnten in dem Wald Lindau nordwestlich von Frankfurt, der später noch um den dortigen Kirchenzehnten ergänzt wurde, den ihm der Propst des St. Bartholomäusstifts in Frankfurt überließ. In diesen Kämpfen konnte die Stadt Frankfurt sich letztendlich behaupten, sowohl nach der Schlacht bei Frankfurt 1246, in der der Gegenkönig Heinrich Raspe siegte und Frankfurt besetzte, als auch bei der Belagerung der Stadt durch den Gegenkönig Wilhelm von Holland 1249.
Mehrfach wird er in reichsweit bedeutenden Rechtsstreitigkeiten als Urteiler oder Vermittler angerufen, so etwa in einem Streit zwischen dem Erzbistum Mainz und den Grafen von Rieneck, einem zwischen dem Erzbischof von Mainz 1264 und den Pfalzgrafen um Burg und Stadt Weinheim oder zwischen den Grafen von Katzenelnbogen und den Herren von Falkenstein. Zahlreich sind auch die Beurkundungen, die er in seiner langjährigen Amtszeit durchführte, unter anderem auch in Vorbereitung der Münzenberger Erbschaft.
Durch seine Ehe mit Udelinde von Rödelheim kam er in den Mitbesitz der Burg Rödelheim. 1267 wurde Wolfram II. auch Burgmann des Hochstifts Speyer.
Wolfram II. war ökonomisch sehr erfolgreich. Er konsolidierte seinen Besitz um eine Residenz in Sachsenhausen, während der Stammsitz in Frankfurt-Praunheim von nachgeborenen Söhnen genutzt wurde.